# Barbara Jurgens
Barbara Jurgens (Amsterdam, 1964) is een Nederlands scenarioschrijver en schrijver van jeugdliteratuur. Zij schreef scenario’s voor televisie, film, theater en podcasts, zoals de jeugdfilm Vechtmeisje (Fightgirl, regie Johan Timmers), die werd bekroond met de EFA Young Audience Award voor beste Europese jeugdfilm in 2019. Ze schreef ook het scenario voor de jeugdfilm Iedereen is van de Wereld (regie Mark de Cloe) die begin 2025 in de bioscoop komt.
Barbara Jurgens schrijft daarnaast kinderboeken, waarvan er eentje (Het wilde leven van Benjamin Bontje) verfilmd wordt als animatiefilm. Haar boek Atalante, avonturen van een held verschijnt in mei 2024.

## Biografie
Barbara Jurgens deed het Stedelijk Gymnasium Breda en studeerde Italiaans en Theaterwetenschap in Amsterdam. Midden jaren '80 was ze lid van het discussiepanel De tafel van zeven in het programma van Sonja Barend. Zij begon haar carriere in 1989 als creative bij IDTV, waar ze ideeën en formats voor drama projecten initieerde. De eerste dramaserie die ze zelf schreef was Fort Alpha in 1995 op de Nederlandse televisie, samen met collega-scenarist Marieke van der Pol en onder regie van Eric Blom en Peter Gorissen.
Na IDTV werkte Barbara Jurgens als zelfstandig schrijver aan vele dramaseries, waaronder Morten (2018) samen met/onder regie van Jean van de Velde en Keyzer & De Boer Advocaten (2005/6) onder diverse regisseurs.
Haar eerste scenario voor een bioscoopfilm was Amazones in 2004, regie Esmé Lammers, met Georgina Verbaan, Monic Hendrickx, Monique van der Ven, Susan Visser en Theo Maassen.
Sinds 2018 schrijft Barbara voornamelijk voor jeugd, als scenarist en als auteur. Ze was gastdocent op de Nederlandse Filmacademie en geeft sinds twee jaar les op de Scenariovakschool Amsterdam. Ze begeleidt jonge filmmakers bij het schrijven van hun scenario. Als kinderboekenauteur leest ze voor uit eigen werk op scholen, ze is aangesloten bij De Schrijverscentrale.
Barbara Jurgens zit in het bestuur van de Auteursbond, met als doel de belangen van schrijvers te behartigen.

## Scenario's
- Amazones (2004), regie Esmé Lammers, (IDTV Film)
- First Mission (2010), regie Boris Paval Conen (IDTV Film)
- Vechtmeisje (2018), regie Johan Timmers (The Filmkitchen)

## Dramaseries
- Morten (2018), dramaserie, in samenwerking met en onder regie van Jean van de Velde, PVPictures voor Avrotros
- Who’s in Who’s out (2012) dramaserie (in samenwerking met Rob Bloemkolk), regie Lourens Blok, Tuvalu/Waterland Film voor BNN
- Wolfseinde (2008): (in samenwerking met Patricia van Mierlo): regiodramaserie, regie Ger Poppelaars, IDTV/Fuworks, voor Omroep Brabant
- Keyzer & de Boer advocaten (2005/2006): dramaserie, seizoen 1 en 2, voor KRO/NCRV
- Wet & Waan (2003): dramaserie (2e reeks) voor AVRO
- Fort Alpha (1995): dramaserie (in samenwerking met Marieke van der Pol) voor TROS